# 2 Cold Scorpio
Charles Bernard Scaggs (Denver, 25 de octubre de 1965) es un luchador profesional estadounidense, más conocido por su nombre en el ring de 2 Cold Scorpio (o Too Cold Scorpio). Scaggs ha competido en Extreme Championship Wrestling, World Championship Wrestling, World Wrestling Entertainment (como Flash Funk) y Pro Wrestling NOAH.

## Carrera

### Inicios
Charles Scaggs hizo su debut en la lucha libre profesional en 1985. Él luchó en varias promociones independientes en los Estados Unidos, hasta que con la recomendación de Big Van Vader, decidió ir a la New Japan Pro Wrestling. También luchó en Europa y México.

### World Championship Wrestling (1992–1994)
Debutó en la World Championship Wrestling (WCW) como el compañero misterioso de Ron Simmons en Clash of the Champions XXI el 18 de noviembre de 1992. Él tuvo un breve reinado como Campeón Mundial en Parejas de la WCW junto a Marcus Alexander Bagwell en octubre de 1993. Aunque fue liberado en 1994, Scorpio compitió en el pay-per-view promovido por WCW When Worlds Collide de AAA más tarde ese año, y en el pay-per-view producido por WCW/New Japan Kollision in Korea en 1995.

### Extreme Championship Wrestling (1994-1996)
Scorpio debutó en Extreme Championship Wrestling (ECW) en 1994, donde tuvo cuatro reinados como Campeón Mundial de la Televisión de la ECW y un reinado como Campeón Mundial en Parejas de la ECW con The Sandman. Durante su reinado simultáneo como campeón tanto de la Televisión como en Parejas, insistió en ser llamado 2 Gold Scorpio. Tuvo luchas con luchadores como Taz, Shane Douglas, Sabu y Mikey Whipwreck.

### World Wrestling Federation (1996–1999)
Scaggs hizo su debut en la WWF en 17 de noviembre de 1996 en Survivor Series, bajo el nombre de Flash Funk. Su gimmick involvía bailar, ir vestido con un zoot suit y ser acompañado al ring por sus "Fly Girls" o "Funkettes". Tiempo después Funk revirtió al nombre de Scorpio y comenzó a hacer equipo con su excompañero de trabajo en la WCW y amigo Ron Simmons, así como con Terry Funk a través de la mayoría de 1998. Él pronto se convirtió en un miembro del J.O.B Squad de Al Snow. A mediados de 1998, compitió en el torneo Brawl For All, reemplazando a Ken Shamrock. Perdió en los cuartos de final contra The Godfather. A principios de 1999, Scorpio solicitó tiempo libre debido a problemas personales, pero en cambio fue liberado de la WWF.

### Regreso a Extreme Championship Wrestling  (1999–2000)
Tras su salida de la WWF, Scorpio regresó a ECW por una noche como el oponente misterioso de Taz. Originalmente introducido por Lance Wright bajo su nombre en la WWF Flash Funk, él corrigió a Joey Styles y luego él mismo se anunció como 2 Cold Scorpio y golpeó a Wright. Scorpio perdió la lucha y fue atacado luego por Doug Furnas y el guardaespaldas de Lance Wright, Brakkus. Taz regresó para salvar a Scorpio, levantó su brazo y dejó el ring, mientras Scorpio bailaba. Scorpio hizo apariciones esporádicas en ECW desde entonces, incluyendo un desafío contra el entonces campeón Mike Awesome por el Campeonato Mundial Peso Pesado de la ECW en la edición del 10 de diciembre de 1999 de ECW on TNN.

### Regreso a World Wrestling Entertainment (2006–2007)
En 2006, Scaggs firmó un contrato con World Wrestling Entertainment. Tras regresar a la promoción, volvió a usar su personaje de Flash Funk en el territorio de desarrollo de WWE Deep South Wrestling hasta que fue liberado el 11 de mayo de 2007, sin que nunca apareciese en televisión. En el 15° aniversario de WWE Raw de 10 de diciembre de 2007, Flash Funk participó en una "15th Anniversary Battle Royal", eliminando a Steve Blackman y a sí mismo en el proceso.

### Circuito independiente (2007-2021)
En 2007, 2 Cold Scorpio se convirtió en miembro de la Alianza Pro Wrestling de Booker T con sede en Houston, Texas.
En Five Year Anniversary Weekend Night 1, pierde contra Big Van Vader. En la noche de fin de semana de fin de año de cinco años, Big Van Vader y él vencieron a Reality Check.
En el National Pro Wrestling Day - Afternoon Show, derrotó a Jojo Bravo, Oliver Grimsley y Shane Hollister en un Elimination Match en las semifinales del Rey de Volares 2013. En el National Pro Wrestling Day - Evening Show, derrotó a ACH en la final para ganar el Rey de Volares 2013. En HRT Banned In The USA, venció a Colin Delaney en la primera ronda del torneo por el Campeonato de peso pesado HRT. Cuando HRT Born 2B Wired, perdió contra Angel en un Elimination Match que también incluía a Kid Kash en la final del torneo y no ganó el vacante HRT Heavyweight Championship.

## Campeonatos y logros
- All Star Wrestling Alliance
  - ASWA Heavyweight Championship (1 vez)

- Extreme Championship Wrestling
  - ECW World Tag Team Championship (1 vez) – con The Sandman[2]
  - ECW World Television Championship (4 veces)[2]

- German Wrestling Federation
  - GWF Heavyweight Championship (1 vez)[3]

- Pacific Championship Wrestling
  - PCW Heavyweight Championship (1 vez)

- Peach State Wrestling
  - PSW Cordele City Heavyweight Championship (1 vez)

- Pro Wrestling Illustrated
  - PWI ranked him #201 of the 500 best singles wrestlers of the "PWI Years" in 2003[4]

- Pro Wrestling Noah
  - GHC Openweight Hardcore Championship (1 vez)
  - GHC Tag Team Championship (2 veces) – con Vader (1) y Doug Williams (1)

- Pro Wrestling Unplugged
  - PWU World Heavyweight Championship (3 veces)

- World Championship Wrestling
  - WCW World Tag Team Championship (1 vez) – con Marcus Alexander Bagwell

- Wrestling Observer Newsletter awards
  - Best Wrestling Maneuver (1992) 450° splash
  - Most Underrated Wrestler (1997)